# Divisotylus
Divisotylus is een geslacht van wantsen uit de familie van de Miridae (blindwantsen). Het geslacht werd voor het eerst wetenschappelijk beschreven door José Cândido de Melo Carvalho in 1990.

## Soorten
Het genus is monotypisch en bevat alleen de volgende soort:

- Divisotylus costai Carvalho, 1990